# Sofia Frederica da Áustria
Sofia da Áustria (Viena, 5 de março de 1855 – Buda, 29 de maio de 1857) foi a primogênita dos reis-imperadores Francisco José I da Áustria e Isabel da Baviera (mais conhecida como "Sissi"), e por nascimento ela era uma arquiduquesa austríaca e membro da Casa de Habsburgo-Lorena, além de bisneta do primeiro rei da Baviera, Maximiliano I da Baviera (ou também chamado de Maximilian I Joseph) e sua segunda consorte.

## Nascimento e infância
Dois meses depois de seu casamento com Francisco José, Isabel estava grávida. Em 5 de março de 1855, a Imperatriz Isabel da Áustria, de 17 anos, deu à luz uma filha que foi batizada no mesmo dia, sem o conhecimento de Isabel, Sofia Frederica Doroteia Maria Josefa, em homenagem à mãe de Francisco José.  Tanto por parte de mãe quanto de pai, Sofia descendia do rei Maximiliano I José da Baviera, pois seus pais eram primos de primeiro grau. Por parte de pai, ela descendia do último Sacro Imperador Romano, Francisco II. Durante o ano seguinte, Elisabeth deu à luz outra filha, a arquiduquesa Gisela, uma irmã mais nova de Sofia. Embora ambas fossem meninas e não precisassem ser educadas para os deveres que um monarca seria obrigado a cumprir, ambas as crianças logo após serem batizadas foram tiradas de Isabel pela arquiduquesa Sofia (que era tia e sogra de Elisabeth) em conta da Imperatriz ser muito jovem para criar dois filhos. 
Não importa quanto tempo Isabel implorou a Francisco José para discutir o assunto com sua mãe, seus gritos não foram ouvidos.  Eventualmente, Francisco José discutiu o problema com sua mãe e Elisabeth finalmente começou a expressar abertamente seus desejos à sogra e até levou as meninas com ela enquanto viajava. 

## Morte

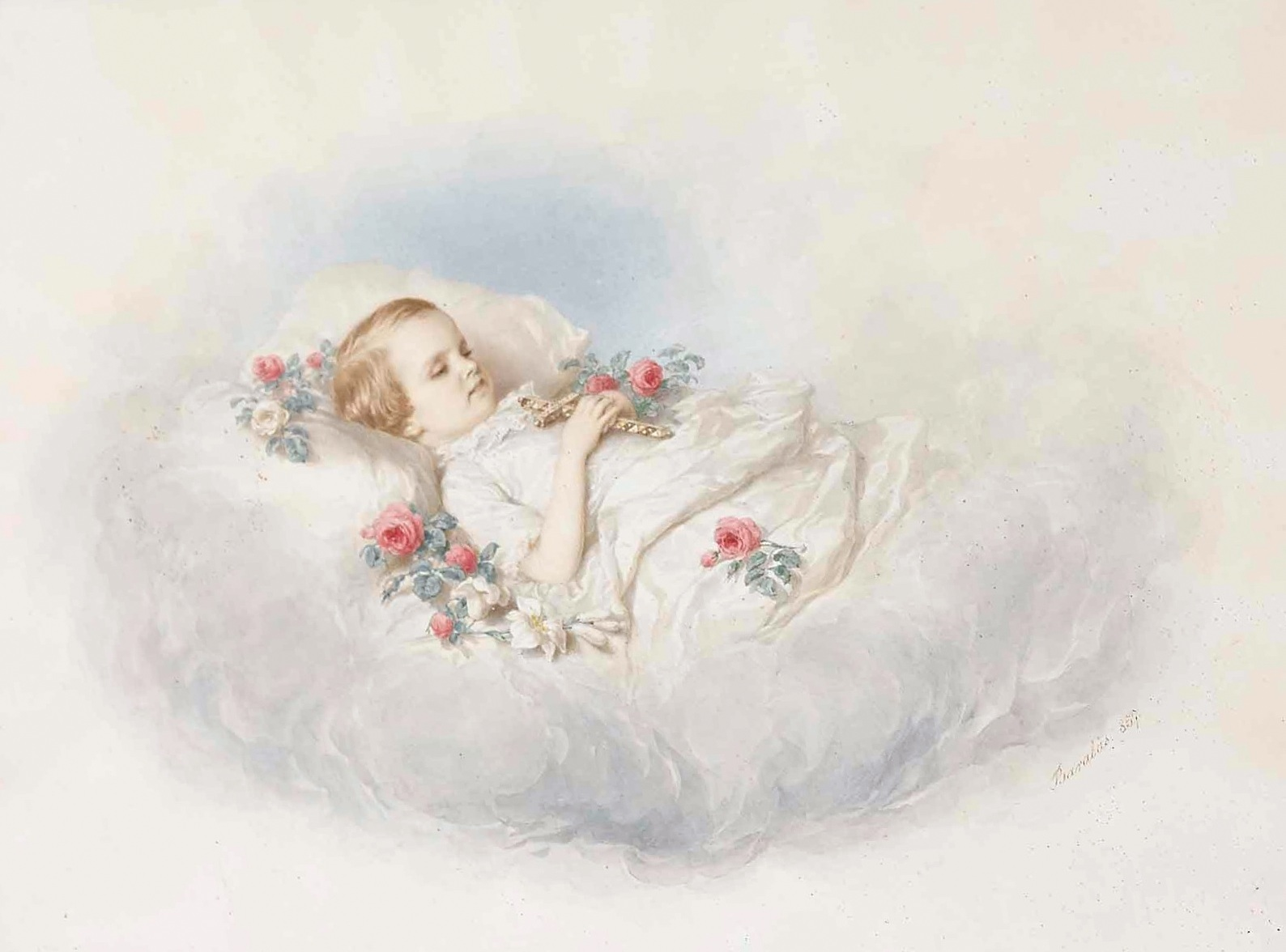
Arquiduquesa Sofia deitada em repouso, 1857

A Imperatriz Isabel adorava a Hungria e o seu povo e propôs ao marido que fizessem uma viagem ao seu país favorito, talvez até mesmo o visitassem.  Francisco José aceitou e eles partiram no início da primavera de 1857. Enquanto estavam em Budapeste, tanto Sofia como a sua irmã, a arquiduquesa Gisela, adoeceram com diarreia e tiveram febre muito alta.  Gisela, de 10 meses, se recuperou rapidamente. No entanto, Sophie, 15 dois anos, morreu nos braços de sua mãe às 21 da noite,   após onze horas de luta para sobreviver,  provavelmente de desidratação devido à diarréia ou de convulsões devido a a febre alta. Mais tarde foi teorizado  que Sophie morreu de febre tifóide, mas isso ainda não foi comprovado.

## Consequências
O corpo de Sofia foi trazido de volta a Viena e enterrado na Cripta Imperial, em Ferdinandsgruft (Cofre de Ferdinand) no cais sudoeste.
A morte de seu filho mais velho assombraria a Imperatriz Isabel da Baviera por toda a sua vida. Isabel foi considerada indiretamente responsável pela morte de Sophie por sua sogra, a arquiduquesa Sophie (nascida princesa Sophie da Baviera).  Ela sofreu um colapso nervoso e trancava-se em seus apartamentos por dias seguidos  ou andava a cavalo até chegar a um estado de exaustão, apenas para evitar ter que pensar.  A morte de Sofia também decidiu quem ficaria com os filhos. A princesa Sophie indiscutivelmente levou as crianças assim que nasceram.  Elisabeth também começou a negligenciar a filha sobrevivente, e o relacionamento deles não era próximo. Uma das damas de companhia de Isabel, Marie Festetics, comentou em seu diário que a Imperatriz nem sequer reservou tempo para assistir aos preparativos do casamento de Gisela.  Elisabeth também se comportou de maneira semelhante ao seu único filho, Rodolfo, Príncipe Herdeiro da Áustria .  Pelo resto dos dias restantes, Elisabeth usaria uma pulseira com a imagem de sua filha morta  e manteria um retrato dela em seus apartamentos. 